# Kampioenschap van Zürich 1983
Het Kampioenschap van Zürich 1983 was de 70ste editie van deze wielerkoers (ook wel bekend als Züri-Metzgete) en werd verreden op 1 mei, in en rond Zürich, Zwitserland. De koers was 273,5 kilometer lang.

## Uitslag
| Kampioenschap van Zürich 1983 |                     |                   |            |
| Plaats                        | Naam                | Ploeg             | Tijd       |
| Winnaar                       | Johan van der Velde | TI-Raleigh        | 7u 07' 09" |
| 2                             | Gilbert Glaus       | Cilo-Aufina       | z.t.       |
| 3                             | Frits Pirard        |                   | + 1' 47"   |
| 4                             | Erich Mächler       | Cilo-Aufina       | + 2' 05"   |
| 5                             | Frank Hoste         | Europ Decor-Dries | z.t.       |
| 6                             | Ludo De Keulenaer   |                   | z.t.       |
| 7                             | Patrick Moerlen     |                   | z.t.       |
| 8                             | Jan Jonkers         |                   | z.t.       |
| 9                             | Mario van Vlimmeren |                   | + 5' 08"   |
| 10                            | Stefan Mutter       |                   | z.t.       |